# هوغو موريرا
هوغو موريرا (12 أبريل 1982 بماتوسينهوس في البرتغال - ) هو لاعب كرة قدم برتغالي في مركز جناح ‏. شارك مع منتخب البرتغال تحت 16 سنة لكرة القدم ومنتخب البرتغال تحت 17 سنة لكرة القدم. أما مع النوادي، فقد لعب مع نادي ليتشويس وديسبورتيفو تروفينسي ونادي فيزيلا ونادي كوفيليا ونادي إيسبينهو وU.D. Oliveirense ‏ وC.D. Pinhalnovense ‏ وF.C. Pedras Rubras ‏ وFC Porto B ‏ ونادي فييرينسي ونادي سانتا كلارا وC.F. União de Lamas ‏.

## وصلات خارجية
- هوغو موريرا على موقع قاعدة بيانات كرة القدم.إي يو (الإنجليزية)
- هوغو موريرا على موقع Soccerway.com (الإنجليزية)